# 29 ianuarie
ianuarie • februarie • martie  • aprilie  • mai  • iunie  • iulie  • august  • septembrie  • octombrie  • noiembrie  • decembrie
29 ianuarie este a 29-a zi a calendarului gregorian. Mai sunt 336 de zile până la sfârșitul anului (337 de zile în anii bisecți).

## Evenimente

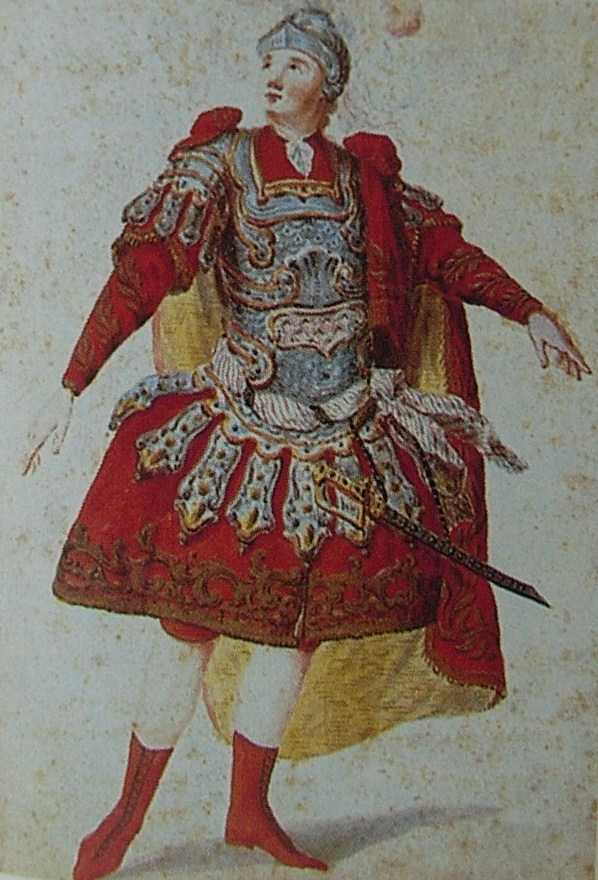
1781: La Teatrul Residenz din München se prezintă cu succes opera Idomeneo a lui Wolfgang Amadeus Mozart. Celebrul tenor Anton Raaff cântă aici ultimul său rol principal. Mozart a numit opera cea mai bună din toată viața. În imagine Anton Raaf, primul interpret al lui Idomeneo.

- 1616: Navigatorul olandez Willem Cornelis Schouten (n. 1567 - m. 1625) a fost primul explorator care a ocolit Capul Horn, în expediția pentru căutarea unui nou drum spre Oceanul Pacific.
- 1676: Feodor al III-lea devine Țar al Rusiei.
- 1781: La Teatrul Residenz din München se prezintă cu succes opera Idomeneo a lui Wolfgang Amadeus Mozart. Celebrul tenor Anton Raaff cântă aici ultimul său rol principal. Mozart a numit opera cea mai bună din toată viața.
- 1814: Franța învinge Rusia și Prusia în Bătălia de la Brienne.
- 1845: „Corbul" (The Raven), de Edgar Allan Poe, este publicat pentru prima dată în „New York Evening Mirror".
- 1856: Regina Victoria a înființat ordinul Crucea Victoria, inițial pentru a-i distinge pe militarii britanici cu merite deosebite în Războiul Crimeei.
- 1886: Germanul Karl Friederich Benz (1844-1929) brevetează primului automobil alimentat cu benzină.
- 1891: Liliuokalani este proclamată regină a Hawaii; va fi ultimul monarh al Hawaii.
- 1896: Doctorul Emile Grubbe a utilizat pentru prima oară radiațiile pentru a tratata cancerul de sân al pacientei sale Rose Lee din Chicago.
- 1916: Primul Război Mondial: Germania a efectuat primul raid aerian cu aparate „Zeppelin" deasupra Parisului.
- 1923: Consiliul de Miniștri a aprobat statutul Uniunii Generale a Industriașilor din România (UGIR).
- 1947: URSS semnează Tratatul de pace cu România (după a doua conflagrație mondială).
- 1949: Marea Britanie recunoaște statul Israel.
- 1950: La Johannesburg (Africa de Sud) izbucnesc primele tulburări provocate de politica rasială a Africii de Sud.
- 1963: Negocierile cu Marea Britanie pentru aderarea la Comunitatea Economică Europeană eșuează din cauza veto-ului președintelui francez Charles de Gaulle.
- 1981: S-a dat în exploatare cel mai mare pod de pe Siret, în zona hidrocentralei Galbeni.
- 1990: Simpatizanții FSN iau cu asalt sediile unor partide în București și în alte orașe.
- 1998: Canada, Japonia, Rusia, SUA și statele membre ale Agenției Spațiale Europene semnează contractul pentru construcția Stației Spațiale Internaționale.
- 2002: În Discursul despre Starea Națiunii, președintele american George W. Bush a declarat guvernele Irakului, Iranului și Coreei de Nord drept „Axa răului”.
- 2012: Horia Tecău câștigă finala de dublu mixt la Australian Open.
- 2018: Viorica Dăncilă este confirmată de Parlament și devine prima femeie prim-ministru din România.

## Nașteri
- 1688: Emanuel Swedenborg, filosof, om de știință suedez (d. 1772)
- 1722: Luise Amalie de Braunschweig-Wolfenbüttel (d. 1780)
- 1749: Regele Christian al VII-lea al Danemarcei (d. 1808)
- 1782: Daniel Auber, compozitor francez (d. 1871)
- 1810: Ernst Kummer, matematician german (d. 1893)
- 1825: Prințesa Maria de Nassau, prințesă de Wied (d. 1902)
- 1838: Edward Williams Morley, chimist și fizician american (d. 1923)
- 1843: William McKinley, al 25-lea președinte al SUA (d. 1901)
- 1850: Prințesa Marie de Schwarzburg-Rudolstadt, Mare Ducesă de Mecklenburg-Schwerin (d. 1922)
- 1860: Anton Cehov, scriitor rus (d. 1904)
- 1866: Romain Rolland, scriitor francez, laureat al Premiului Nobel pentru Literatură pe anul 1915 (d. 1944)

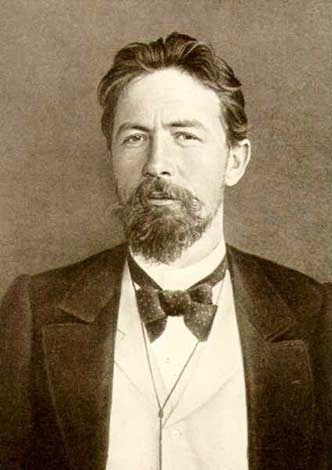
Anton Cehov, dramaturg rus
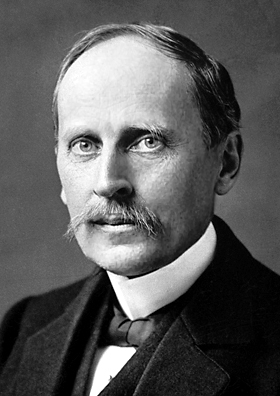
Romain Rolland, scriitor francez
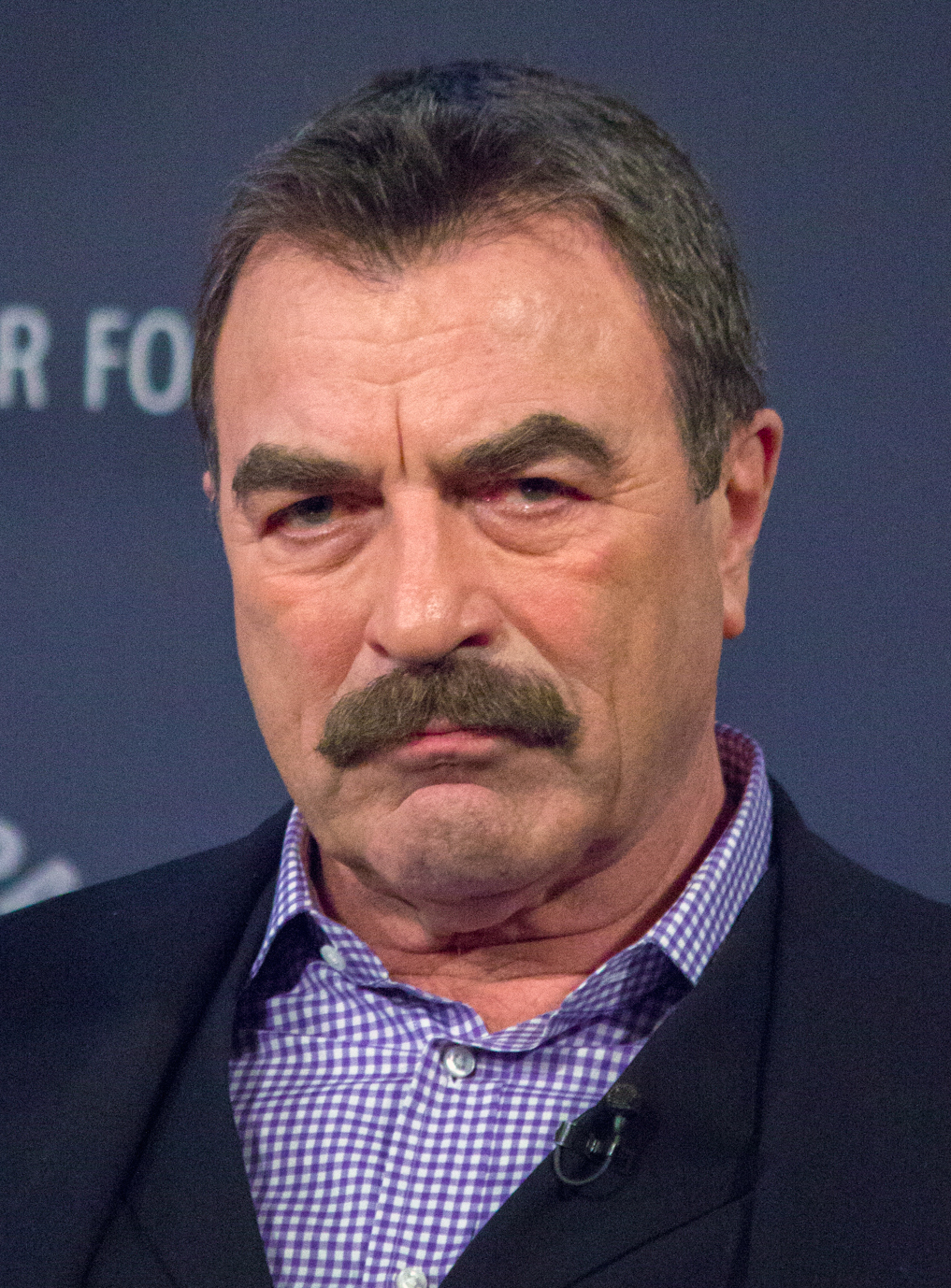
Tom Selleck, actor american

- 1867: Vicente Blasco Ibañez, scriitor spaniol (d. 1928)
- 1873: Luigi Amedeo, Duce de Abruzzi, prinț italian, alpinist și explorator (d. 1933)
- 1876: Havergal Brian, compozitor britanic (d. 1972)
- 1881: Lajos Ady, scriitor, istoric literar, pedagog maghiar (d. 1940)
- 1887: Prințul August Wilhelm al Prusiei, fiu al kaiserului Wilhelm al II-lea al Germaniei (d. 1949)
- 1890: (S.V.) Boris L. Pasternak, poet, prozator și traducător rus, laureat al Premiul Nobel pentru Literatură (d. 1960)
- 1892: Ernst Lubitsch, regizor german de film (d. 1947)
- 1893: Marțian Negrea, compozitor și muzicolog român (d. 1975)
- 1895: Dumitru D. Roșca, filosof român, membru al Academiei Române (d. 1980)
- 1900: Père Jacques, călugăr francez, drept între popoare (d. 1945)
- 1904: Vasile Marin, avocat și politician român, comandant legionar (d. 1937)
- 1924: Bianca Maria Piccinino, jurnalistă și moderatoare de televiziune italiană
- 1926: Tudor Vornicu, jurnalist român (d. 1989)
- 1926: Abdus Salam, fizician pakistanez, laureat al Premiului Nobel (d. 1996)
- 1931: Ferenc Mádl, președinte al Ungariei (d. 2011)
- 1945: Tom Selleck, actor, producător american
- 1946: Irina Nicolau, etnolog român (d. 2002)
- 1954: Oprah Winfrey, actriță și gazdă de talk show american
- 1956: Matei Vișniec, poet și dramaturg român, stabilit la Paris
- 1962: Oana Pellea, actriță română de teatru și film
- 1962: Dragoș Ștefan Șeuleanu, jurnalist, producător de emisiuni radio
- 1962: Dorinel Ursărescu, politician român
- 1962: Olga Tokarczuk, scriitoare poloneză
- 1974: Mălina Olinescu, cântăreață română (d. 2011)
- 1975: Radu Lambrino, politician român

## Decese
- 1119: Papa Gelasius al II-lea
- 1427: Andrei Rubliov,  călugăr și pictor de icoane rus (n. 1360)
- 1601: Louise de Lorraine-Vandémont, soția regelui Henric al III-lea al Franței (n. 1553)
- 1676: Țarul Alexei I al Rusiei (n. 1629)
- 1696: Țarul Ivan al V-lea al Rusiei (n. 1666)

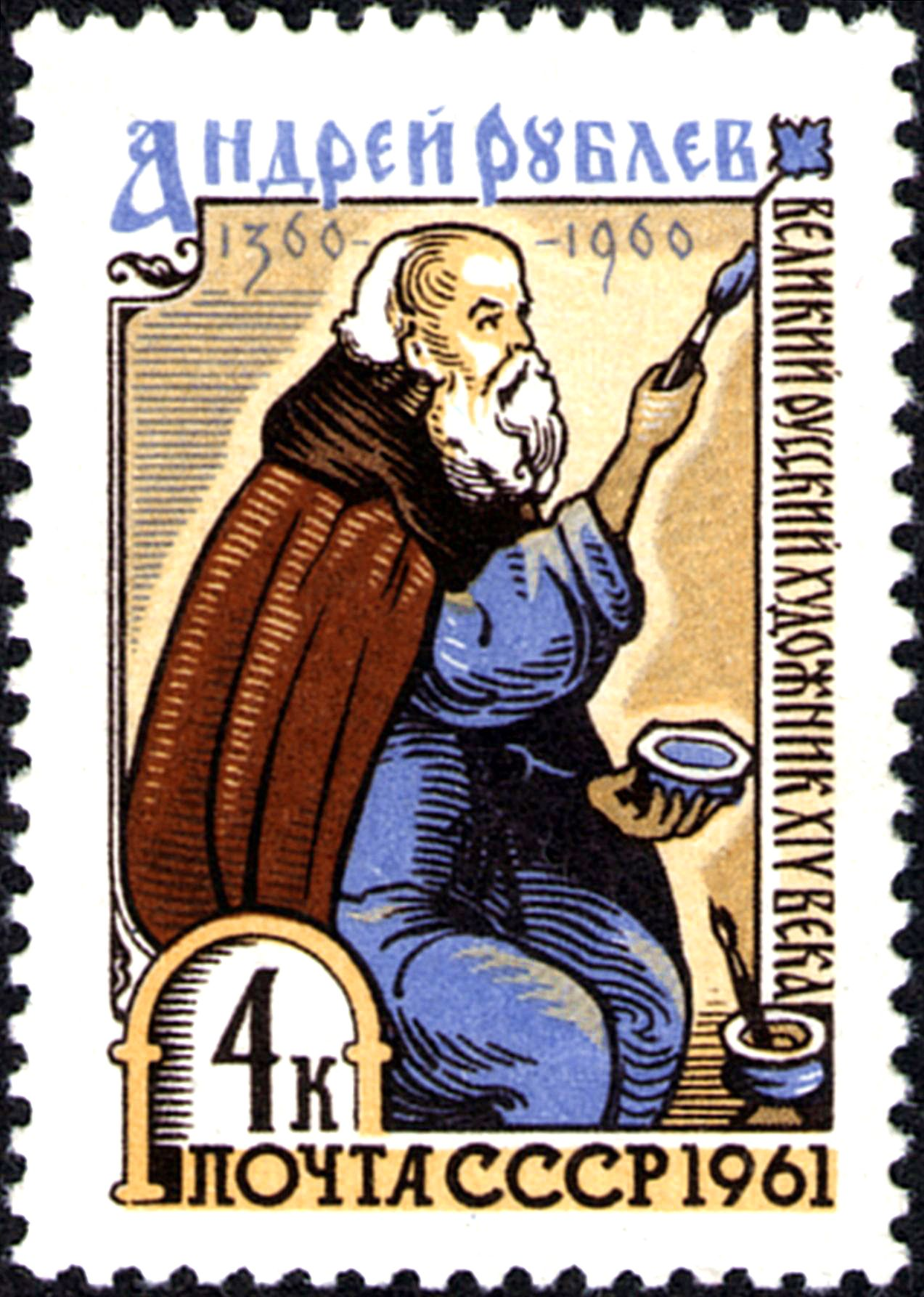
Andrei Rubliov,  călugăr și pictor de icoane rus
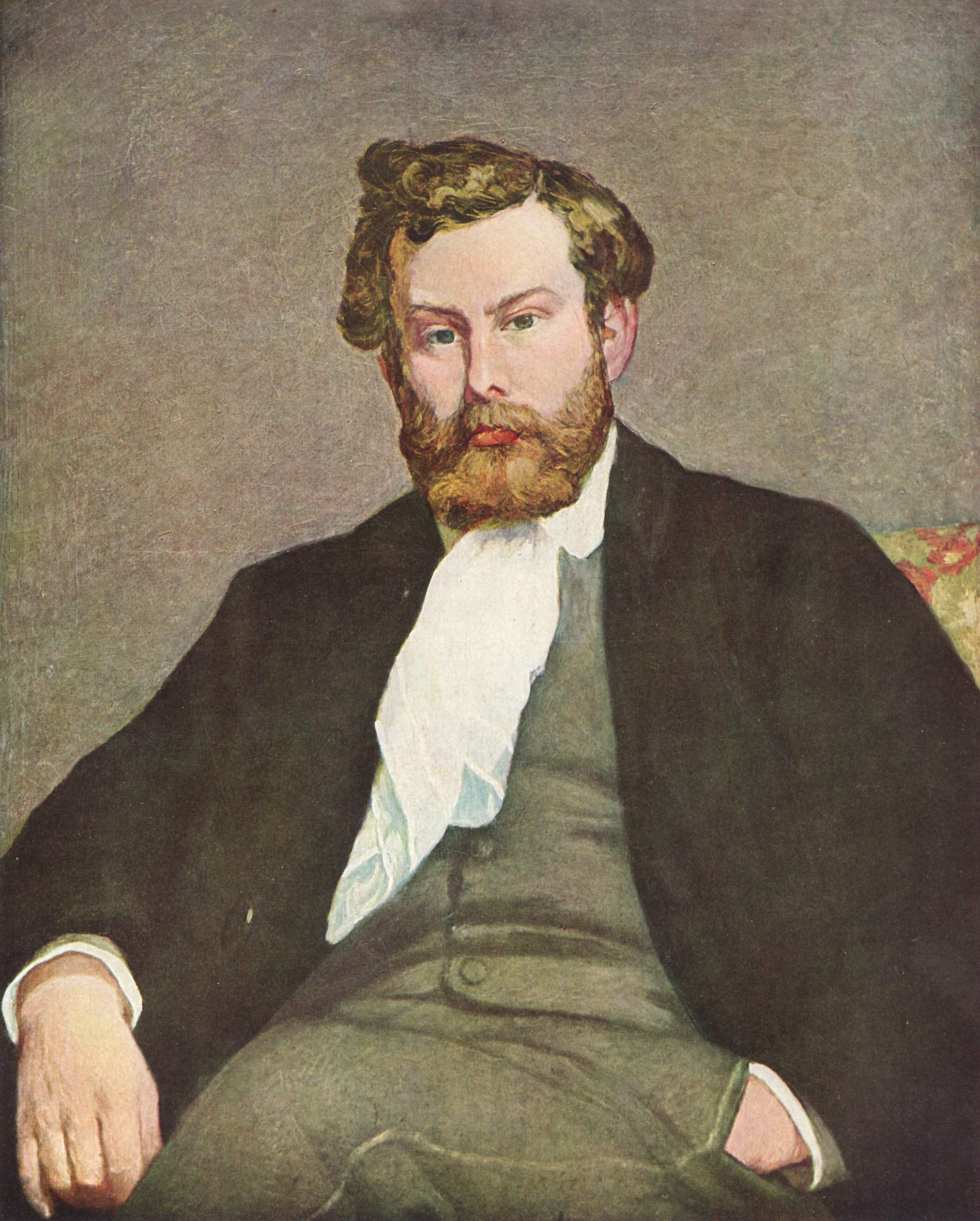
Alfred Sisley, pictor englez
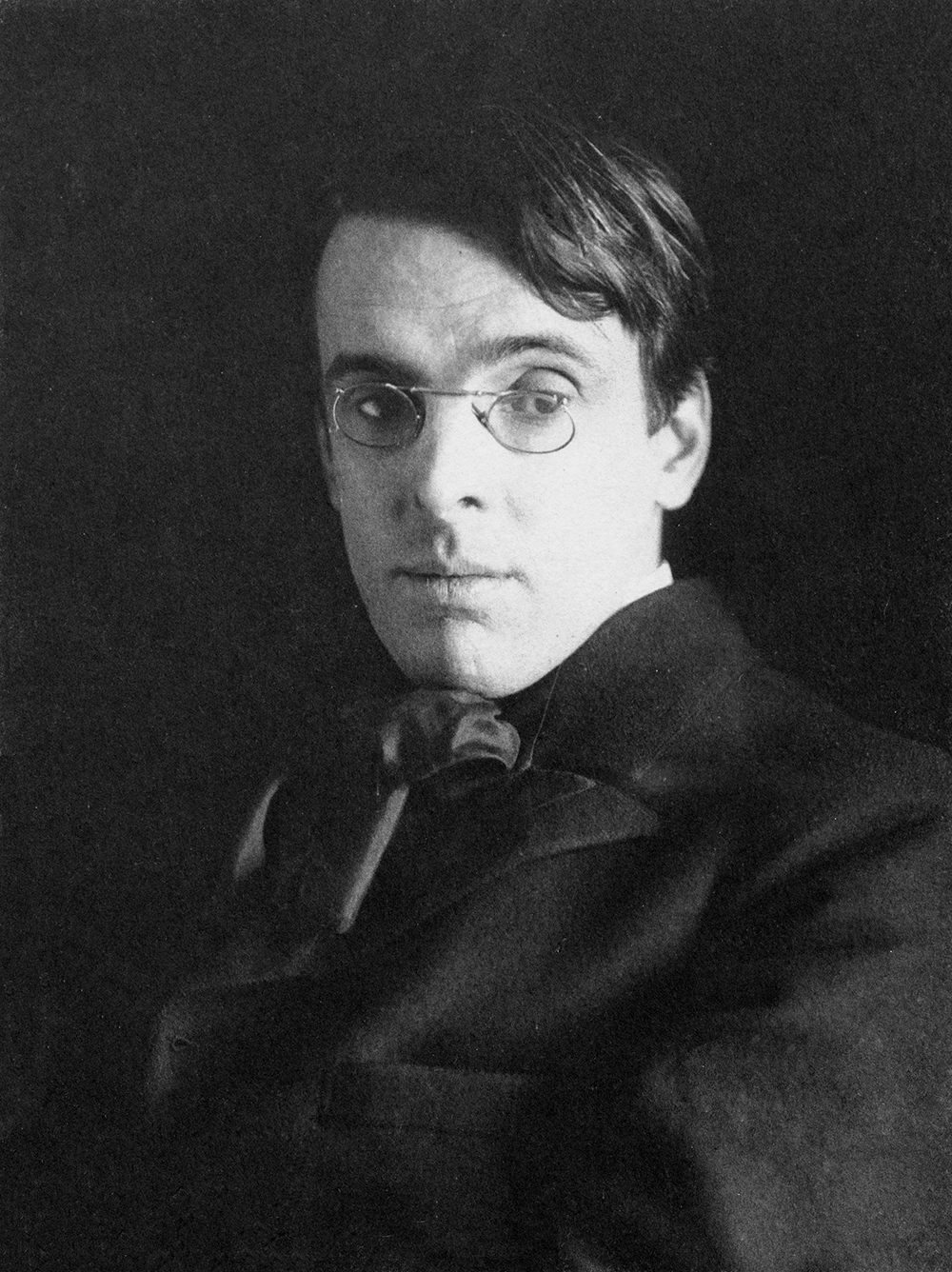
William Butler Yeats, scriitor irlandez, laureat Nobel

- 1820: Regele George al III-lea al Angliei (n. 1738)
- 1844: Ernest I, Duce de Saxa-Coburg și Gotha, tatăl Prințului Consort Albert al Marii Britanii (n. 1784)
- 1844: Prințesa Luisa Carlotta a celor Două Sicilii, Infantă a Spaniei (n. 1804)
- 1860: Stéphanie de Beauharnais, Mare Ducesă de Baden (n. 1789)
- 1870: Leopold al II-lea, Mare Duce de Toscana (n. 1797)
- 1893: Prințesa Margherita de Bourbon-Parma, Ducesă de Madrid (n. 1847)
- 1899: Alfred Sisley, pictor englez (n. 1839)
- 1901: Regele Milan I al Serbiei (n. 1855)
- 1902: Aniela Aszpergerowa, actriță poloneză de teatru (n. 1816)
- 1906: Regele Christian al IX-lea al Danemarcei (n. 1818)
- 1939: William Butler Yeats, scriitor irlandez, laureat Nobel (n. 1865)
- 1940: Pedro de Alcântara, Prinț de Grão Para (n. 1875)
- 1948: Prințul Aimone, Duce de Aosta, prinț italian din Casa de Savoia și ofițer al marinei regale italiene (n. 1900)
- 1963: Anthony Coldeway, scenarist american (n. 1887)
- 1987: Prințesa Pilar de Bavaria (n. 1891)
- 1996: Marian Hudac, actor român (n. 1934)
- 2006: Ludovic Spiess, tenor român (n. 1938)
- 2015: Alexander Vraciu, aviator american de origine română (n. 1918)
- 2022: Sveatoslav Moscalenco, fizician din Republica Moldova (n. 1928)

## Sărbători
- calendar bizantin: Aducerea moaștelor Sf. Ignatie Teoforul la Constantinopol
- calendar latin: Sf. Valeriu, episcop
- Ziua invenției automobilului.